# Condé-sur-Sarthe
Condé-sur-Sarthe – miejscowość i gmina we Francji, w regionie Normandia, w departamencie Orne.
Według danych na rok 1990 gminę zamieszkiwało 1945 osób, a gęstość zaludnienia wynosiła 230 osób/km² (wśród 1815 gmin Dolnej Normandii Condé-sur-Sarthe plasuje się na 100. miejscu pod względem liczby ludności, natomiast pod względem powierzchni na miejscu 615.).